# Cioroiași
Cioroiași è un comune della Romania di 1 757 abitanti, ubicato nel distretto di Dolj, nella regione storica dell'Oltenia.
Il comune è formato dall'unione di 3 villaggi: Cetățuia, Cioroiași, Cioroiu Nou.